# Amanda (mølle)
 For alternative betydninger, se Amanda. (Se også artikler, som begynder med Amanda)
Amanda er navnet på en en firevinget gallerihollænder i byen Kappel i Angel. Møllen blev sammen med et tilstødende savværk opført i 1888. På samme sted stod allerede i forvejen en vindmølle, der blev flammernes bytte. Amanda er med ni etager og cirka 30 meter højde Sydslesvigs og Slesvig-Holstens højeste historiske vindmølle. Både den firekantede undermølle og den ottekantede overmølle er muret. 
Vindmøllen var i drift indtil 1964 og fungerede både som kornmølle og savværk. I 1976 blev møllen købt af kommunen. Samme år blev den fredet. I 1977 indledtes en omfattende restaurering af hele mølleomplekset. Bygningen huser nu byens turistinformation samt folkeregistrets vielseskontor (bryllupslokalet). Møllen er åben for offentligheden. Savværket ved siden af møllen drives nu af byens beskyttede værksteder (Kappelner Werkstätten). Savværkets historiske maskiner findes den dag i dag i bygningen.